# Tuc des Armeròs
El Tuc des Armeròs es una montaña de los Pirineos de 2528 metros, situada en la comarca del Valle de Arán en la provincia de Lérida (España).

## Descripción
El Tuc des Armeròs está situado en la Sèrra des Armeròs, es una de las cumbres que corona el valle de Varradòs,  en el Municipio de Viella y Medio Arán. En sus proximidades se encuentra el lago de la Estanhòla des Armeròs.